# Estonie au Concours Eurovision de la chanson 2009
L'Estonie a participé au Concours Eurovision de la chanson 2009.

## Une participation controversée
Sa participation cette année ne fut pourtant pas évidente. En raison de la participation du pays à la deuxième Guerre d'Ossétie du Sud, en Géorgie, en 2008. Malgré tout, Eesti Rahvusringhääling (ERREZ) confirma la participation de l'Estonie à l'édition 2009 du concours.
En août 2008, le ministre de la culture estonien Laine Jänes annonça qu'un boycott serait possible de la part des États Baltes dont l'Estonie, la Lettonie et la Lituanie. La Lettonie démentira plus tard le boycott et annoncera officiellement sa présence au concours 2009. En septembre 2008 un vote public a été organisé pour savoir si l'Estonie devait ou non participer au concours. 66 % des votants souhaitèrent voir l'Estonie au concours. 
Le représentant du pays fut sélectionné par le biais de l'émission Eesti Laul 2009, remplaçant l'ancien Eurolaul.
Urban Symphony gagna l'Eesti Laul avec 82 % des votants.
L'Estonie réussit à se qualifier pour la finale (3e, avec 115 points, de la seconde demi-finale) ce qu'elle n'avait pas réussi depuis l'instauration des demi-finales (2004). Et elle finira 6e avec 129 points, elle n'avait pas réussi à faire un top 10 depuis 2002, l'année où l'Estonie accueillit le concours.